# Ração

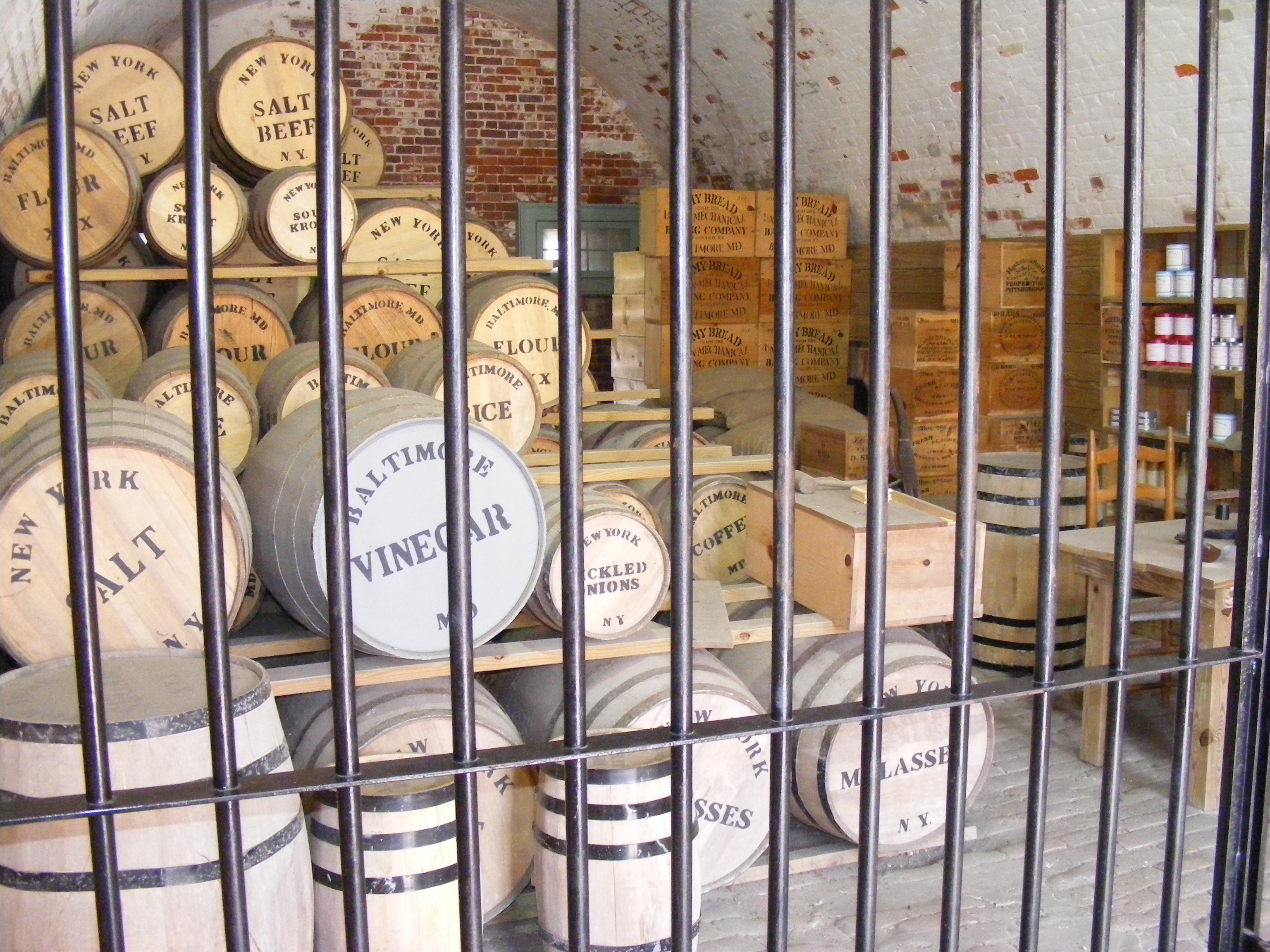
Barris de rações da Guerra de Secessão

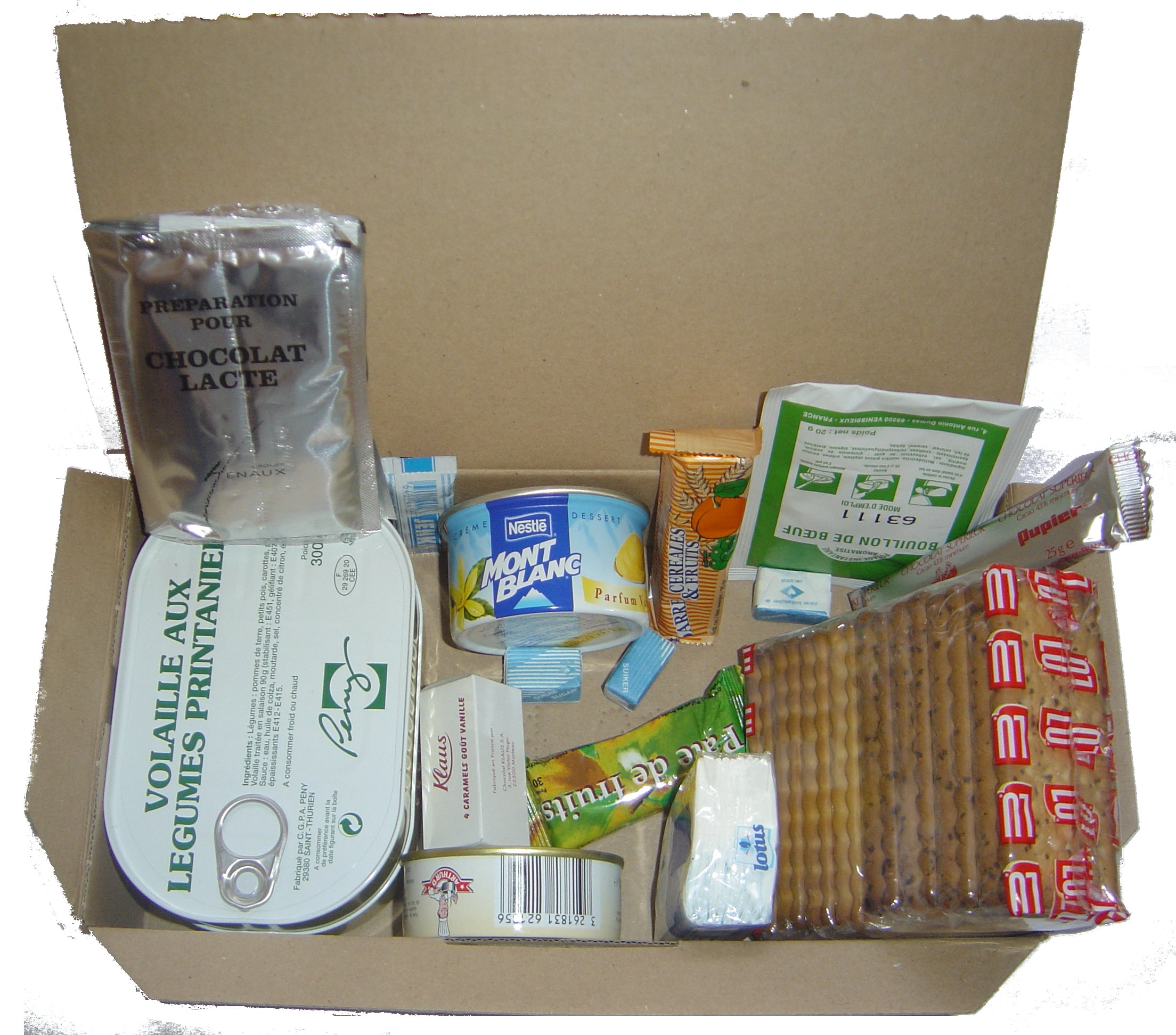
Ração de combate do Exército da França

Ração é o nome que se dá ao alimento dos animais. Mas também pode ser referir a ração militar ou ao racionamento de alimentos em períodos de escassez.